# Torre de Baños
La Torre de Baños, también llamada Torre de Casasola, es una torre almenara situada en el litoral oriental del municipio de Estepona, en la provincia de Málaga, Andalucía, España. 
Se trata de una torre de unos 12 metros de altura y apenas 5 metros de diámetro. Está situada en la margen derecha de la desembocadura del río Guadalmina y toma su nombre por unas termas romanas cercanas. 
Al igual que otras torres almenaras del litoral mediterráneo andaluz, la torre formaba parte de un sistema de vigilancia de la costa empleado por árabes y cristianos y, como las demás torres, está declarada Bien de Interés Cultural. En la costa de Estepona existen 7 de estas torres.